# 1612 (film)
1612 este un film rus istoric fantastic despre timpurile tulburi din istoria rusă și despre Războiul Polono-Moscovit (1605-1618). Acesta a fost regizat de către Vladimir Khotinenko și produs de Nikita Mihalkov. Filmul a fost lansat pe 1 noiembrie 2007, pentru a coincide cu festivitățile de Ziua Unității Naționale pe 4 noiembrie, care marchează expulzarea trupelor poloneze din Moscova. 